# Kostel svaté Alžběty (Vnorovy)
Kostel svaté Alžběty je novobarokní římskokatolický farní kostel ve Jihomoravském kraji, ve slovácké obci Vnorovy, okrese Hodonín, arcidiecézi olomoucké, církevní provincii moravské, děkanátu Veselí nad Moravou a římskokatolické farnosti Vnorovy. Kostel se nachází u silnice I. třídy I/55. 

## Historie
První písemná zmínka o kostele ve Vnorovech pochází z roku 1378. Už tehdy se zde nacházela řádná duchovní správa s kostelem a patronátem. Roku 1627 byl kostel při tureckém nájezdu vypálen a zničen. Opravovat se začal roku 1642. I když byl kostel postupně rozšiřován, nestačil pro narůstající počet věřících a v roce 1909 byl postaven kostel nový.

## Popis
Jedná se o jednolodní stavbu s obdélníkovým půdorysem ukončenou s trojboce, odsázeným kněžištěm, má monumentální a dvouvěžové průčelí. Kostel je dlouhý 45 m, široký 19 m, hlavní věž kostela měří 51 m. Kostel je umístěn na mírném svahu v centru obce.